# Goran Jagar
Goran Jagar (en serbe en écriture cyrillique : Горан Јагар), né le 10 juin 1984 à Virovitica, en Croatie actuelle, est un rameur serbe.
Il remporte la médaille d'argent aux Championnats du monde.